# Chikoida Mountain
Chikoida Mountain är ett berg i Kanada.   Det ligger i provinsen British Columbia, i den västra delen av landet, 4 000 km väster om huvudstaden Ottawa. Toppen på Chikoida Mountain är 1 927 meter över havet.
Terrängen runt Chikoida Mountain är huvudsakligen kuperad, men söderut är den bergig. Chikoida Mountain är den högsta punkten i trakten. Trakten runt Chikoida Mountain är nära nog obefolkad, med mindre än två invånare per kvadratkilometer.. Det finns inga samhällen i närheten. 